# میک (اکلاهما)
میک(به انگلیسی: Meeker) شهری در ایالت اکلاهما کشور ایالات متحده آمریکا است که جمعیت آن در سرشماری سال ۲۰۱۰ میلادی، ۱٬۱۴۴ نفر بوده‌است.